# Epitrochoida
Epitrochoida je křivka, která vzniká pohybem bodu spojeného s kružnicí, která se odvaluje okolo kružnice o menším poloměru. Menší pevná kružnice je přitom uvnitř větší pohyblivé kružnice.
Pokud poloměr menší (stojící) kružnice je a, poloměr větší kružnice b a pohybující se bod je ve vzdálenosti h od středu větší kružnice, lze křivku vyjádřit v parametrickém tvaru jako:
{\displaystyle x=(a+b)\cos \theta -h\cos \left({a+b \over b}\theta \right)}
{\displaystyle y=(a+b)\sin \theta -h\sin \left({a+b \over b}\theta \right)}
kde {\displaystyle \theta } je úhel otáčení.
Pokud h = b (bod se nachází přímo na větší kružnici) nazývá se křivka epicykloida.

## Použití
Epitrochoidní tvar má například komora Wankelova motoru